# Chitimacha

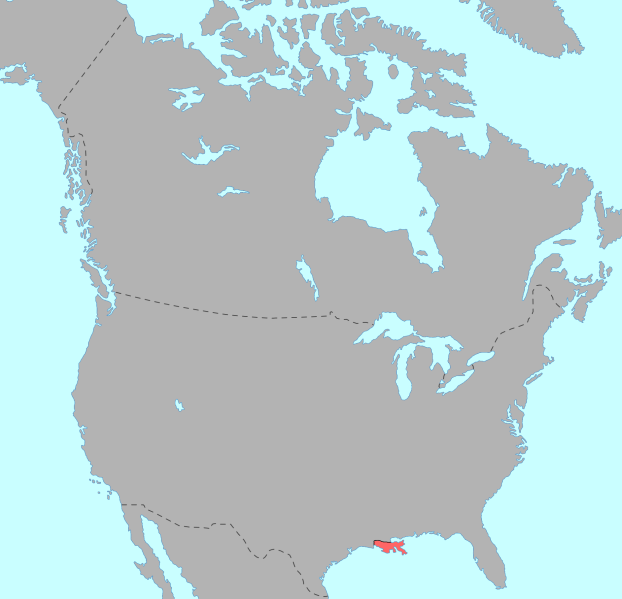
Localización de los chitimacha.

Los chitimacha son una tribu india tunica, cuyo nombre proviene del choctaw Chuti Masha “cogen recipientes”. Sin embargo, ellos se hacían llamar Pantch-pinunkansh “hombres rojos juntos”. Se dividían en tres grupos: washa, chawasha y chitimacha. Su lengua se conoce con el nombre de idioma chitimacha.

## Localización
Originariamente ocupaban la costa este de Florida y Grand Lake (Luisiana). Actualmente viven en la reserva de Charenton (Luisiana), donde tienen hasta 509 hectáreas. 

## Demografía
Algunos calculan que eran 20.000 en 1600 pero en 1650 eran unos 3.000 individuos, que aumentaron a 4.000 en 1700. Sin embargo, en 1881 sólo quedaban 35. En 1930 eran 100 y en 1960 260, de ellos 128 en Luisiana; y en 1995 eran 850. Su lengua se ha perdido, pero está muy bien documentada gracias al lingüista Morris Swadesh.
Según el censo de 2000, había 1.001 puros, 409 mezclados con otras tribus, 410 mezclados con otras razas y 58 con otras razas y tribus. En total, 1.878 individuos.

## Costumbres
Se regían por castas endogámicas, y si algún noble se casaba con un plebeyo, debía vivir con los plebeyos, y la jefatura dependía de la descendencia. Eran estrictamente monógamos, y la mujer tenía considerable autoridad. Adoraban al sol, desenterraban los cuerpos de sus muertos y les deformaban la cabeza. Los hombres empleaban ornamentos nasales, llevaban el cabello largo y se tatuaban los brazos, piernas y cara.
Vivían en cabañas similares a las de las otras tribus cercanas, como los natchez o alabama. Eran buenos tejedores y cesteros, y empleaban la doble onda, técnica resultante de diferentes trazadas en dos superficies.
Se alimentaban a base de maíz, melones, batatas, guisantes, calabazas, bayas, frutas silvestres, ciervos, osos y pescado. También eran conocidos por su arma preferida, una jabalina de 60 pies, y por los arcos. 

## Historia
En 1682 les visitó el caballero de la Salle, y en 1699 Pierre Le Moyne d'Iberville. En 1706 mataron a un misionero francés, Sant Cosme, porque les esclavizaron a los natchez.
Durante el siglo XVIII guerrearon durante doce años contra los franceses, aliados de los natchez, lo cual los diezmó. De 1706 a 1718 lucharon hasta ser esclavizados. En 1718 Bienville fundó en su territorio Nueva Orleans. En 1781 les fue asignada una pequeña reserva en la actual Plaquemine (Misisipi).
En 1881 sus supervivientes fueron llevados a Grand River, cerca de Charenton (Luisiana), donde aún viven y tienen fama de ser buenos cesteros. Durante el siglo XIX vivió el último chamán, Postiyu, quien dio información sobre sus costumbres. En 1910 su jefe era Benjamin Paul, establecido en el delta del Misisipi. A finales de los años ochenta construyó en la reserva el casino de Cypress Bayou.
- Datos: Q56188
- Multimedia: Chitimacha / Q56188